# Liste der Biografien/Wej
Liste der Biografien |
Portal Biografien |
Personensuche
# |
A |
B |
C |
D |
E |
F |
G |
H |
I |
J |
K |
L |
M |
N |
O |
P |
Q |
R |
S |
T |
U |
V |
W |
X |
Y |
Z |
?
 
Wa |
Wc |
Wd |
We |
Wh |
Wi |
Wj |
Wl |
Wn |
Wo |
Wr |
Ws |
Wt |
Wu |
Ww |
Wy |
Wz
 
Wea |
Web |
Wec |
Wed |
Wee |
Wef |
Weg |
Weh |
Wei |
Wej |
Wek |
Wel |
Wem |
Wen |
Weo |
Wep |
Wer |
Wes |
Wet |
Weu |
Wev |
Wew |
Wex |
Wey |
Wez
Die Liste der Biografien führt alle Personen auf, die in der deutschsprachigen Wikipedia einen Artikel haben. Dieses ist eine Teilliste mit 10 Einträgen von Personen, deren Namen mit den Buchstaben „Wej“ beginnt.

## Wej

### Wejc
- Wejchert, Jan (1950–2009), polnischer Geschäftsmann und Medienunternehmer

### Wejd
- Wejdene (* 2004), französische R&B-Sängerin

### Wejm
- Wejman, Henryk (* 1959), polnischer römisch-katholischer Geistlicher, Theologe, Weihbischof in Stettin-Cammin

### Wejn
- Wejnarth, Gustaf (1902–1990), schwedischer Leichtathlet
- Wejnert, Monika (* 1992), australische Tennisspielerin

### Wejr
- Wejryd, Anders (* 1948), schwedischer Geistlicher, Erzbischof von Uppsala

### Wejs
- Wejse, Christian (* 1998), deutsch-dänischer EishockeyspielerChristian Wejse (* 1998)

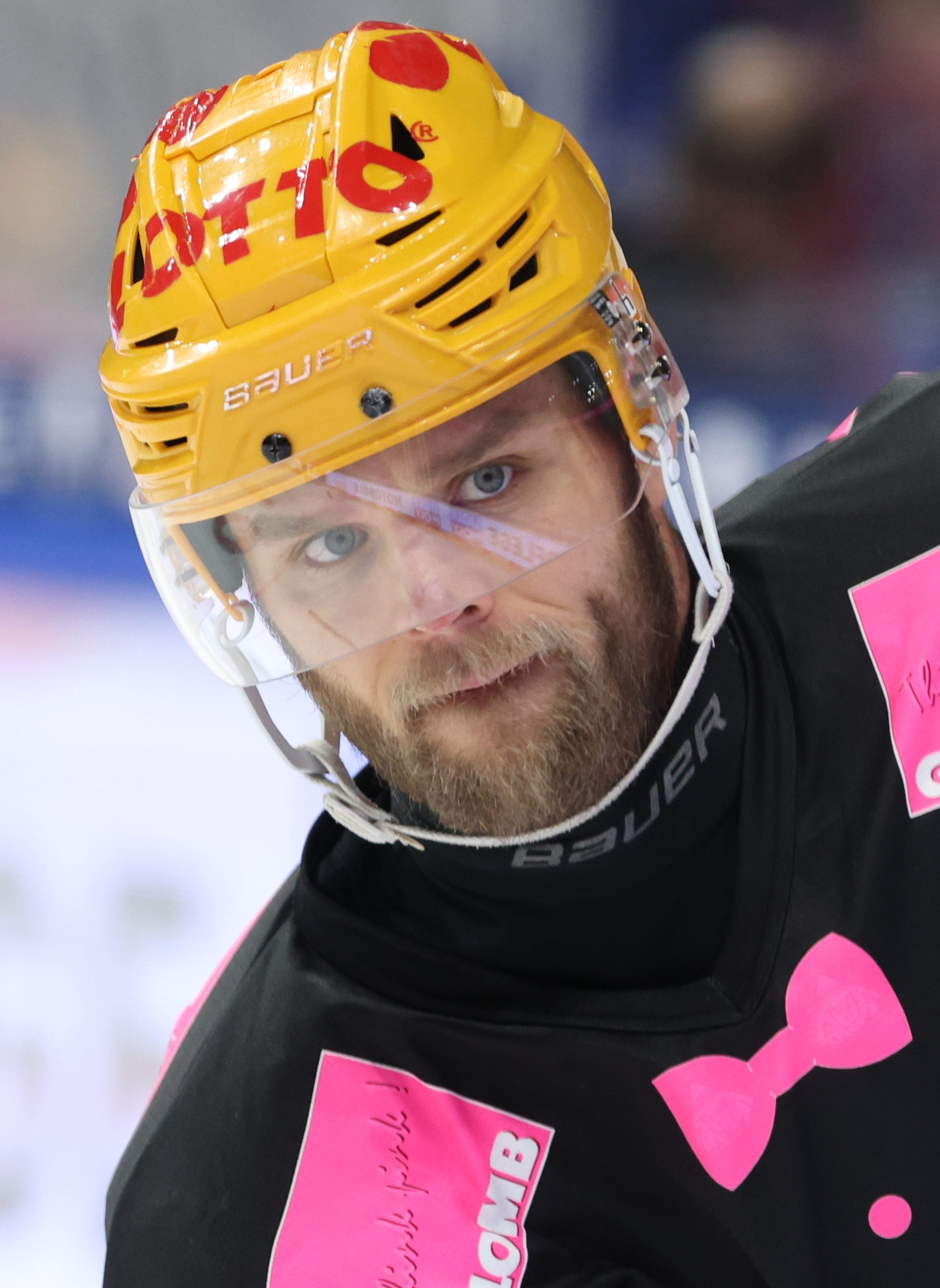
Christian Wejse (* 1998)

- Wejsfelt, Mats (* 1980), schwedischer Fußballspieler

### Wejw
- Wejwar, Sepp (* 1956), österreichischer Publizist und Autor

### Wejz
- Wejzgrowicz, Wanda (1933–2020), US-amerikanische Kugelstoßerin